# Eliminare reductivă
Eliminarea reductivă este un tip de reacție organică cu aplicații importante în chimie organometalică. Este un proces chimic în care are loc scăderea stării de oxidare și a numărului de coordinare al unui centru metalic. Apare frecvent ca etapă în ciclurile catalitice, împreună cu reacția sa inversă, de adiție oxidativă.